# Gattières
Gattières (Gattiera in italiano desueto e occitano) è un comune francese di 4 119 abitanti situato nel dipartimento delle Alpi Marittime della regione della Provenza-Alpi-Costa Azzurra.

## Geografia fisica
Gattières è situato tra Carros e Saint-Laurent-du-Var (San Lorenzo del Varo) e sovrasta la valle del Varo.

## Storia
Il territorio ha fatto da sempre parte della Liguria sotto l'Impero Romano, nel Regno longobardo e nel Regnum Italiae formatosi con Carlo Magno.
Fra il XIII e XIV secolo cadde più volte sotto il dominio dei conti di Provenza conservando una certa autonomia.
Il comune, fin dal 1388 (dedizione di Nizza alla Savoia), ha seguito con tutta la contea di Nizza, le vicende storiche prima della Contea di Savoia e del Ducato di Savoia.
Nel 1760 in seguito ai trattati del 24 marzo, che rettificavano le frontiere tra i regni di Luigi XV e di Carlo Emanuele III di Savoia, venne ceduto dai Savoia alla Francia. 
Il paese prende il nome da gatieras, perché si trova a livello d'un guado utilizzato almeno fin dall'epoca romana. Dal 1984 il villaggio è gemellato con Citerna (PG), comune dell'Umbria.

## Società

### Evoluzione demografica
Abitanti censiti